# Route nationale 714
Pour les articles homonymes, voir Route 714.
La route nationale 714 ou RN 714 était une route nationale française reliant Grossereix (Limoges) à Guéret.
À la suite de la réforme de 1972, elle a été déclassée en RD 914.

## Ancien tracé de Grossereix à Guéret (D 914)
- Grossereix, (commune de Limoges) D 914
- Rilhac-Rancon
- Cassepierre, (commune de Rilhac-Rancon)
- Ambazac
- La Jonchère-Saint-Maurice
- Col de la Roche
- Laurière
- Marsac
- Bénévent-l'Abbaye
- Montaigut-le-Blanc
- Guéret D 914